# Castro Alves (Bahia)
Castro Alves is een gemeente in de Braziliaanse deelstaat Bahia. De gemeente telt 24.978 inwoners (schatting 2009). De gemeente is vernoemd naar de Braziliaanse dichter Castro Alves (1847-1871).

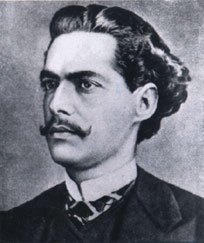
De dichter Castro Alves

## Aangrenzende gemeenten
De gemeente grenst aan Cabaceiras do Paraguaçu, Conceição do Almeida, Muritiba, Rafael Jambeiro, Santa Teresinha, Sapeaçu en Varzedo.